# 跳马

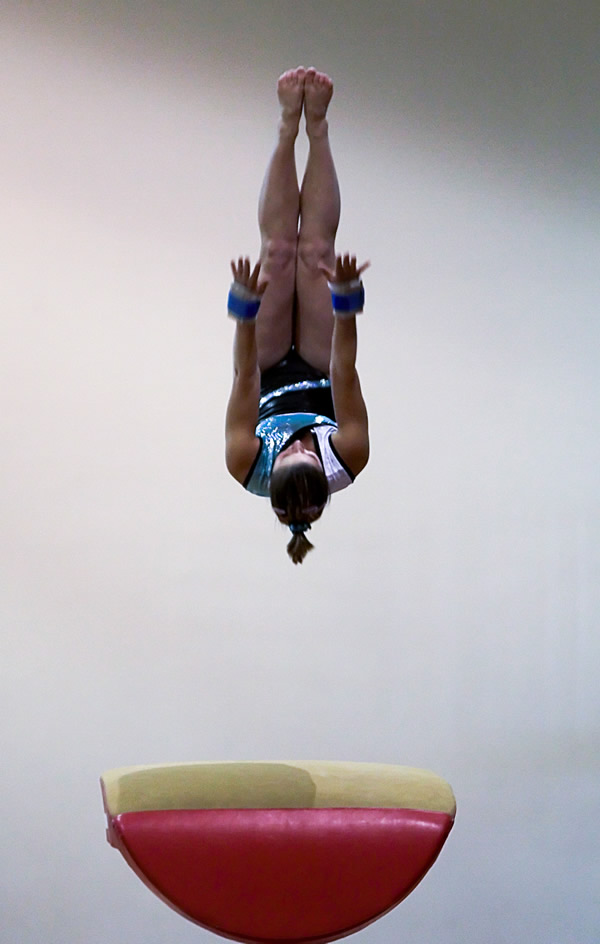

跳马是奧運會竞技體操項目之一，男女子体操都有这个项目。選手需要跳過一個障礙物（「馬」），跳的過程要有適當的動作。

## 器械要求
根据国际体操联合会的规定，标准跳马器械要求如下：
- 高度：125厘米（女子）/135厘米（男子）
- 长度：120厘米
- 宽度：95厘米
- 助跑长度25米

## 计分和规则
和其它体操项目一样，跳马计分是根据国际体操联合会体操计分规则。根据最新规则，两组裁判对跳马项目评分。
- D分：根据体操计分规则，每一个跳马动作都有一个起评分，简称D分。选手作同样的动作起评分相同。

- E分：E分又称表现分，是评分的最重要部分。这组裁判以10分为基础，从形体、技术、高度、幅度、完成和落地各方面扣分。裁判观察运动员的各个位置的姿态，在空中时膝盖和腿是否并紧，腿和背是否保持笔直，手臂是否紧贴身体，落地时双腿是否同时接触地面，是否前后分腿，小跳或大步等。另外，落地的区域有标记线，运动员如果没有落在指定区域，也要扣分。

D分和E分加起来是运动员跳马动作的总得分。
通常，运动员最后的成绩来自以下几种情况：1）只有一个跳马动作，就直接用那个动作的得分；2）两个跳马动作得分的平均分；3）两个跳马动作得分的较高分。
计分从运动员接触助跳板开始。如果运动员“停住”-如在助跑的过程中停止或在接触助跳板之前停住-不会有任何扣分。运动员有30秒的时间回到跑道的尽头重新开始第二次试跳。助跳板到跳马台的距离由运动员的高度和力量决定，也和运动员要做的动作相关。同样，助跑的距离也和运动员的个人喜好相关。有的运动员喜欢利用整条跑道的长度，有些则不是。裁判不对助跑过程计分。同样，助跳板的设置也和计分没有关联。
教练必须提前将运动员要作的动作名称告诉裁判。每一个动作都有一个规定的代码，代码在运动员开始比赛之前显示在板上或电子屏上。以前，如果预先报的动作和运动员比赛的动作不一致会扣分，现在最新的体操计分规则已经取消了这个规定。
运动员比赛的时候允许使用护腕和穿体操鞋，也可以在手上和腿上抹镁粉。

## 历届奥运会男子跳马金牌获得者
- 1896年: 卡尔·许曼 （德国）
- 1924年: 弗兰克·克里茨 （美国）
- 1928年: 欧仁·马克 （瑞士）
- 1932年: 萨维诺·古列梅蒂 （意大利）
- 1936年: 卡尔-艾尔弗雷德·施瓦茨曼 （德国）
- 1948年: 帕沃·约翰尼斯·阿尔托宁 （芬兰）
- 1952年: 维克托·伊凡诺维奇·丘卡林 （苏联）
- 1956年: 赫尔穆特·班茨 （德国） 和 瓦连京·穆拉托夫 （苏联）
- 1960年: 小野乔 （日本） 和 鲍里斯·沙赫林 （苏联）
- 1964年: 山下治广 （日本）
- 1968年: 米哈依尔·沃罗宁 （苏联）
- 1972年: 克劳斯·克斯特 （民主德国）
- 1976年: 尼古拉·安德里亚诺夫 （苏联）
- 1980年: 尼古拉·安德里亚诺夫 （苏联）
- 1984年: 楼云 （中国）
- 1988年: 楼云 （中国）
- 1992年: 维塔里·谢尔博 
- 1996年: 阿列克谢·涅莫夫 （俄罗斯）
- 2000年: 赫尔瓦西奥·德费尔 （西班牙）
- 2004年: 赫尔瓦西奥·德费尔 （西班牙）
- 2008年:布拉尼克 （波蘭）
- 2012年:梁鶴善 （韓國）
- 2016年:李世光 （朝鮮）
- 2020年:申在焕 （韓國）

## 历届奥运会女子跳马金牌获得者
- 1952年: 叶卡捷琳娜·卡琳丘克 （苏联）
- 1956年: 拉里莎·拉特尼娜 （苏联）
- 1960年: 玛格丽特·尼柯拉耶娃 （苏联）
- 1964年: 薇拉·恰斯拉夫斯卡 （捷克）
- 1968年: 薇拉·恰斯拉夫斯卡 （捷克）
- 1972年: 卡伦·扬茨 （民主德国）
- 1976年: 内莉·基姆 （苏联）
- 1980年: 娜塔莉亚·沙波什尼科娃 （苏联）
- 1984年: 埃卡特琳娜·萨博 （罗马尼亚）
- 1988年: 斯维特兰娜·博金斯卡娅 （苏联）
- 1992年: 亨丽埃塔·奥诺迪 （匈牙利）
- 1996年: 西莫娜·阿玛纳尔 （罗马尼亚）
- 2000年: 埃莱娜·扎莫洛德奇科娃 （俄罗斯）
- 2004年: 莫妮卡·罗苏 （罗马尼亚）
- 2008年: 洪恩珍 （朝鲜）
- 2012年: 桑德拉·伊茲巴沙 （罗马尼亚）
- 2016年: 西蒙·拜爾斯 （美国）
- 2020年: 麗貝卡·安得拉迪 （巴西）
- 2024年: 西蒙·拜爾斯 （美国）